# Louis Brisson
Louis Brisson (23. června 1817, Plancy-l'Abbaye – 2. února 1908, tamtéž) byl francouzský římskokatolický kněz a řeholník, zakladatel kongregace Sester oblátek svatého Františka Saleského a kongregace Oblátů svatého Františka Saleského, které byl sám členem. Katolické církev jej uctívá jako blahoslaveného.

## Život

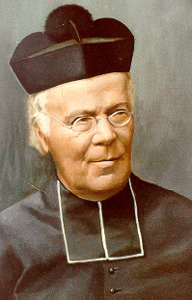
Portrét

Narodil se dne 23. června 1817 v Plancy-l'Abbaye v departmentu Aube jako jediné dítě Toussaintovii Grégoiru Brissonuovi (1785–1875) a Savině Corrarda (1795–1881). Pokřtěn byl 29. června téhož roku v místním farním kostele jako Louis Alexandre Sosthène.
V letech 1823–1831 absolvoval školní docházku. Dne 22. března 1829 přijal své první svaté přijímání a téhož měsíce i svátost biřmování.
Rozhodl se stát knězem a v letech 1831–1835 studoval teologii na kněžském semináři. Dne 13. července 1835 přijal tonzuru, čímž byl uveden do duchovního stavu. Ve studiích dále pokračoval v letech 1836–1840. Dne 6. července 1838 přijal nižší svěcení. Dne 25. května 1839 byl v Sens vysvěcen na podjáhna. Dne 21. prosince 1839 přijal jáhenské svěcení.

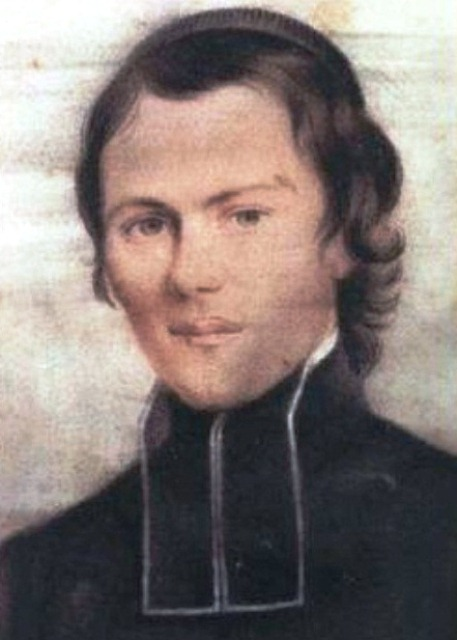
Portrét

Na kněze pak byl vysvěcen dne 18. prosince 1840 a 22. prosince téhož roku sloužil svou primiční mši svatou. Svěcení přijal v diecézi châlonské z rukou tamějšího biskupa Marie-Joseph-François-Victor Monyer de Prilly, neboť biskup z diecéze troyeské, pro kterou byl vysvěcen, byl tou dobou nemocen. Dne 1. října 1843 byl jmenován duchovním vůdcem kláštera sester vizitantek, a to na žádost představené kláštera ct. Thérèsie Chappuis. V roce 1858 jej biskup troyeský Pierre-Louis Coeur jmenoval diecézním ředitelem katolické asociace, která měla bránit a šířit víru v křesťanských zemích. Mimo toho působil jako učitel seminaristů a ve volném čase se věnoval přírodním vědám.
Roku 1866 založil na přání ct. Thérèse Chappuis spolu se sv. Léonií Aviat ženskou řeholní kongregaci Sester oblátek svatého Františka Saleského, jež má za úkol vzdělávání. V srpnu roku 1875 založil také spolu s ct. Thérèsou Chappuis mužskou větev kongregace Obláty svatého Františka Saleského. Kongregace byly pojmenovány po učiteli církve sv. Františku Saleském. Do jím založené kongregace také sám vstoupil.
Dne 6. listopadu 1881 se setkal s papežem Lvem XIII., který jej povzbudil v jeho díle. Roku 1905 došlo na základě zákona o odluce církví a státu k vyhoštění členů řeholních řádů a kongregací z Francie, kdy jím založená kongregace přesunula své sídlo poblíž Říma. Sám se však po čase vrátil do svého rodného města.
Brzy onemocněl a dne 16. ledna 1908 se jeho zdravotní stav kvůli kolapsu ještě více zhoršil. Od 23. ledna již nemohl přijímat eucharistii a byl upoután na lůžko. 28. ledna téhož roku ztratil schopnost mluvit. Během této doby jej na základě telegramu navštívila sv. Léonie Aviat a zůstala u něj až do jeho smrti. Zemřel dne 2. února 1908 v 10:34 ve své rodné obci a 6. února téhož roku se konal jeho pohřeb.

## Úcta
Jeho beatifikační proces započal dne 1. března 1955. Dne 19. prosince 2009 jej papež Benedikt XVI. podepsáním dekretu o jeho hrdinských ctnostech prohlásil za ctihodného. Dne 19. prosince 2011 byl uznán zázrak na jeho přímluvu, potřebný pro jeho blahořečení.
Blahořečen pak byl dne 22. září 2012 v katedrále sv. Petra a Pavla v Troyes. Obřadu předsedal jménem papeže Benedikta XVI. kardinál Angelo Amato.
Jeho památka je připomínána 2. února. Bývá zobrazován v kněžském oděvu.